# Evaldo Cabral de Mello
Evaldo Cabral de Mello (Recife, 22 januari 1936) is een Braziliaans historicus, geschiedschrijver en voormalig diplomaat. Hij wordt beschouwd als één der belangrijkste Braziliaanse historici van de twintigste eeuw.
Hij studeerde wijsbegeerte van de geschiedenis in Madrid en Londen. Na zijn studie werkte Cabral de Mello vanaf 1962 tot aan zijn pensioen als diplomaat voor het Braziliaanse ministerie van Buitenlandse Zaken.
In 1975 bracht hij zijn eerste boek uit, Olinda restaurada: guerra e açúcar no Nordeste, 1630-1654. Sindsdien heeft hij verschillende boeken geschreven, waaronder O negócio do Brasil: Portugal, os Países Baixos e o Nordeste, 1641-1669 in het Nederlands vertaald als De Braziliaanse affaire: Portugal, de Republiek der Verenigde Nederlanden en Noord-Oost Brazilië, 1641-1669. In dit boek toonde hij aan dat de verdrijving van de Nederlanders uit Brazilië geen militaire overwinning was, maar dat in ruil voor de kolonie een grote som geld door Portugal aan de Nederlandse Republiek is betaald.
In 1992 werd hij benoemd in de Orde van Wetenschappelijke Verdienste door de Braziliaanse regering.